# Arnulf I van Beieren
Arnulf I van Beieren, bijg. de Boze, (ca. 880 - Regensburg, 14 juli 937) was hertog van Beieren.
In 907 volgde Arnulf zijn vader Luitpold van Karinthië op als hertog van Beieren en markgraaf van de Beierse Nordgau. Zijn vader was gesneuveld in een veldslag tegen de Hongaren bij Bratislava, waarbij ook het Beierse leger was vernietigd. Om een nieuw leger te financieren confisqueerde hij op grote schaal kerkelijke bezittingen, waardoor hij van de (kerkelijke) geschiedschrijvers zijn bijnaam kreeg. Hij bouwde zijn nieuwe leger op rond cavalerie, om zo beter in staat te zijn om de Hongaren te bestrijden. Deze aanpak had succes want Arnulf wist 909, 910 en 913 Hongaarse plundertroepen te verslaan. Na de slag in 913 sloot Arnulf een overeenkomst met de Hongaren waardoor die Beieren een lange tijd met rust zouden laten.
In 911 steunde Arnulf de verkiezing van koning Koenraad I en in 913 werd de band met Koenraad versterkt doordat zijn stiefmoeder met Koenraad trouwde. In 914 kwam het echter tot een conflict tussen Arnulf en Koenraad over de belangen van hun wederzijdse verwanten in Zwaben. Arnulf zag zich genoodzaakt te vluchten en vond onderdak bij de Hongaren. In 916 probeerde Arnulf zijn positie te heroveren maar werd verslagen en moest weer vluchten. Hij trok zich niets aan van oproepen om voor de koning of op synodes te verschijnen, en trok zich ook niets aan van schriftelijke vermaningen. In 917 lukt het Arnulf om Regensburg te veroveren en de koninklijke stadhouder te verjagen. Een tegenaanval van Koenraad kon hij afslaan en daarna stond Arnulfs positie niet meer ter discussie.
Na het overlijden van Koenraad in 919 werd Arnulf door de Zuid-Duitse adel tot koning uitgeroepen, hoewel Koenraad Hendrik de Vogelaar als koning had aangewezen. Pas nadat Hendrik hem in 921 heeft verslagen en Regensburg belegerde, onderwierp Arnulf zich aan Hendrik. Hendrik erkende Arnulf als hertog van Beieren en liet hem typisch koninklijke rechten behouden zoals: benoeming van bisschoppen, het recht om synodes bijeen te roepen, het gebruik van rijksgoederen, het recht om muntrechten en tollen te vestigen en het recht om een eigen buitenlandse politiek te voeren.
De volgende periode uit Arnulfs bewind verliep rustig. Tot 933 waren er alleen: een mislukte campagne tegen Bohemen in 922, een schatting om een Hongaarse inval af te kopen in 926, onderwerping van Bohemen samen met Hendrik in 929. Arnulf steunde Hendrik in 933 met troepen voor de verdediging tegen de Hongaren. Arnulfs laatste onderneming was een veldtocht naar Italië toen zijn zoon Eberhard door Italiaanse edelen werd gevraagd om koning te worden. Arnulf trok via Triëst naar Verona. Toen de regerende koning Hugo van Arles een strategisch belangrijk kasteel bij Verona wist te bezetten, trok Arnulf zich echter terug naar Beieren omdat hij bang was door Hugo te worden ingesloten. In 935 trad Arnulf terug als hertog ten gunste van Eberhard. Zijn laatste daad was om een huwelijk te arrangeren tussen zijn dochter Judith en Hendrik, zoon van Hendrik de Vogelaar. Arnulf werd begraven in de abdij Sankt Emmeram te Regensburg.

## Afkomst, huwelijk en kinderen
Arnulf was een zoon van Luitpold van Karinthië en Cunigonde van Zwaben.
Arnulf was gehuwd met Judith, dochter van Eberhard van de Sülichgau (zoon van Unruoch III van Friuli en Ava van Monza) en van Gisela van Verona. Zij kregen de volgende kinderen:
- Everhard
- Arnulf II van Beieren (- Regensburg, 22 juli 954), paltsgraaf van Beieren, gedood tijdens de opstand van 954
- Herman, gevangengenomen tijdens de opstand van 954
- Hendrik
- Judith
- Lodewijk (- ca. 973)
- dochter, gehuwd met een graaf Burkhard, ouders van bisschop Hendrik I van Augsburg
- Berthold van Schweinfurt (niet zeker)